# 秋山敬
秋山 敬（あきやま たかし、1946年（昭和21年） - 2011年（平成23年）5月23日）は、日本の都道府県職員・歴史学者。専門は日本中世史。武田氏研究会会長、山梨郷土研究会常任理事、山梨県文化財保護審議会・有形文化財部会長などを務める。

## 来歴
山梨県に生まれる。山梨大学で古代史が専門の磯貝正義や吉田孝に学ぶ。1968年に卒業後、山梨県立甲府南高等学校の教員となる。翌年には山梨県職員となり、県社会教育課・文化課（後の学術文化財化）の文化財担当として県内各地の文化財の調査や指定に携わる。また、『山梨県史』をはじめ『甲府市史』、『石和町誌』など自治体史編纂にも携わり、特に1990年から編纂が開始された『山梨県史』の編纂された事務局立ち上げから携わり、1995年には初代室長となる。一時的に室長を離れるが、復帰して2005年3月に退職するまで室長を務めた。在職中には「歴史の道調査報告書」や「棟札調査報告書」の観光に携わる。
一方で郷土研究・武田氏研究を行い、山梨郷土研究会の機関紙『甲斐路』（後の『甲斐』）や武田氏研究会の機関紙『武田氏研究』に論文を発表する。郷土研究・武田氏研究では主に、1980年から1982年にかけて手がけた甲斐国の荘園に関する研究をはじめ、甲斐源氏の勃興、戦国期甲斐国の穴山氏、跡部氏、今井氏、栗原氏など国人に関する研究を多く発表した。また、国立歴史民俗博物館の棟札調査の調査員として、棟札の調査・研究も行う。2002年には退職し、著述活動を行う。
2004年には『甲斐武田氏と国人』、『甲斐の荘園』が第二十八回野口賞郷土研究部門に選ばれた。
私生活においては愛猫家であり、ネコの歴史に関する研究の構想も語っていたという。
2011年5月23日、結腸癌のため死去。

## 著作
- 『甲斐武田氏と国人　戦国大名成立課程の研究』高志書院、2003年4月
- 『武田信玄を歩く 歴史の旅』吉川弘文館、2003年8月
- 『甲斐の荘園 甲斐新書5』岩田書院、2003年11月
- 『甲斐源氏の勃興と展開』岩田書院、2013年12月
- 『甲斐武田氏と国人の中世』岩田書院、2014年3月